# La Chauve-souris du diable
Pour plus de détails, voir Fiche technique et Distribution.
La Chauve-souris du diable (The Devil Bat) est un film américain réalisé par Jean Yarbrough, sorti en 1940.

## Synopsis

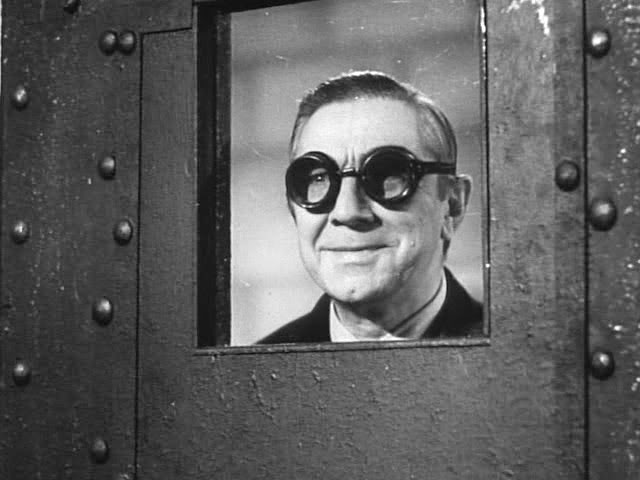
Le docteur Carruthers (interprété par Béla Lugosi) devient un savant fou dans le film.

Le docteur Carruthers, inventeur de parfums, voue une rancune tenace à ses employeurs devenus riches grâce à ses assemblages. Pour se venger, il crée et élève des chauve-souris géantes capables de tuer ceux qui utiliseront une lotion spéciale à base de fragrance tibétaine.

## Fiche technique
- Titre original : The Devil Bat
- Réalisation : Jean Yarbrough
- Scénario : George Bricker et John T. Neville
- Photographie : Arthur Martinelli
- Montage : Holbrook N. Todd
- Production : Jack Gallagher et Guy V. Thayer Jr.
- Pays de production :  États-Unis
- Format :  Noir et blanc - 1,37:1 - 35 mm - son mono
- Genre : Horreur
- Durée : 68 minutes
- Date de sortie : 1940

## Distribution
- Bela Lugosi : Docteur Paul Carruthers
- Suzanne Kaaren : Mary Heath
- Dave O'Brien : Le journaliste
- Guy Usher : Henry Morton
- Yolande Donlan : Maxine
- Donald Kerr : McGuire
- Edmund Mortimer : Martin Heath
- Gene O'Donnell : Donald Morton
- Alan Baldwin : Thomas Heath
- John Ellis : Roy Heath
- Arthur Q. Bryan : Joe McGinty
- Hal Price : Wilkins
- John Davidson : Percival Garland Raines

## DVD
- France :

Le film dorénavant tombé dans le domaine public a eu plusieurs parutions chez des éditeurs différents.
- The Devil Bat (DVD-9 Keep Case) disponible dans le coffret The Devil Bat + Invisible Ghost est sorti le 26 août 2004, édité et distribué par Aventi Distribution. Le ratio image est en 1.33:1 plein écran 4:3. L'audio est en anglais 2.0 Mono avec sous-titres français. Pas de suppléments. La durée du film est de 68 minutes. Il s'agit d'une édition Zone 2 Pal.
- The Devil Bat (DVD-5 Keep Case) est sorti le 18 mai 2005, édité et distribué par Bach Films. Le ratio image est en 1.33:1 plein écran 4:3. L'audio est en anglais 2.0 mono avec sous-titres français. La copie a été restaurée numériquement. En supplément : Making of de la restauration. La durée du film est de 68 minutes. Il s'agit d'une édition Zone 2 Pal.
- La Chauve-souris du diable (DVD-9 Keep Case) est sorti le 2 mai 2017, édité par ZED et distribué par Arcadès. Le ratio image est en 1.33:1 plein écran. L'audio est en anglais 2.0 mono avec sous-titres français. La copie a été restaurée numériquement. En supplément : commentaires audio de Richard Harland Smith ; Galerie de photos. La durée du film est de 102 minutes. Il s'agit d'une édition Zone 2 Pal.